# José María Vergara Tenorio
José María Vergara Tenorio (Bogotá Siglo XIX- Colombia 1850) fue un escritor y periodista colombiano.
Fue reconocido por ser el fundador de un periódico llamado El Aviso en oposición al gobierno de Tomás Cipriano de Mosquera y por figurar en la política nacional de la República de la Nueva Granada a mediados del siglo XIX siendo aún muy joven, fue agente confidencial y cónsul general de la Nueva Granada en Ecuador.

## Biografía
En 1836 presenta informaciones de nobleza y limpieza de sangre para acceder a estudios universitarios graduándose de pensionista, pensionista de gramática y de filosofía, además de pensionista de Jurisprudencia, Economía política, certamen público y lengua inglesa. Le solían llamar "La enciclopedia Ambulante", era considerado como uno de los jóvenes más instruidos y distinguidos de Bogotá y de la Nueva Granada. Esto debido a que era hijo de Estanislao Vergara ministro de Simón Bolívar y Francisco de Paula Santander.
Fue un escritor universitario afiliado al partido liberal, que era cercano al grupo de gobierno del General Santander. Figuró bastante en la política nacional de la Nueva Granada. En 1848 es fundador y redactor de un periódico semanario llamado El Aviso, en oposición al gobierno del general presidente Tomás Cipriano Mosquera y en apoyo al general José Hilario López.Ejerció gran influencia en la reaparición del partido liberal colombiano. su ejemplo dio pie a que más jóvenes se interesaran en la política y en las ideas liberales participando desde la Universidad creando así un movimiento político estudiantil que posteriormente influenció las reformas de 1850 y 1851.
Vergara Tenorio reprodujo artículos de la prensa ecuatoriana en los cuales se acusaba al general Tomás Cipriano de Mosquera de promover secretamente una monarquía al estilo del pensamiento bolivariano de 1828 junto a Juan José Flórez y José Antonio Páez. Pensamiento que curiosamente fue impulsado por su padre en aquellos días de la Gran Colombia.
El presidente Mosquera entabló una denuncia penal contra los jóvenes periodistas que distribuían estas noticias. el dictamen de la denuncia por injuria y calumnia salió el 13 de junio de 1848 causando una gran manifestación convocada por estudiantes y artesanos en el atrio de la catedral y en el colegio de San Bartolomé al grito de ¡Muera el traidor!,¡Muera el tirano!. Esto causó la ira del presidente general que decidió vestirse con uniforme de campaña y junto con su ministro de hacienda Florentino González deciden ir al cuartel de infantería ubicado en la plazoleta de San Agustin con el fin de abrir fuego contra los manifestantes, sin embargo las órdenes fueron desobedecidas. Enfurecido el presidente Mosquera terminó yéndose al Palacio presidencial mientras gritaba, golpeaba las paredes y amenazaba con su espada. El 30 de junio José María es absuelto de todos los cargos.
En 1849 es nombrado como agente confidencial y cónsul general en la república del Ecuador.En 1850 regresó a la Nueva Granada muy enfermo y murió prematuramente a los 27 años, unos dicen que murió envenenado por religiosos jesuitas ya que este promocionó el exilio de los jesuitas en el Ecuador. En Quito en 1850, pidió al Gobierno, en nombre de la Nueva Granada la expulsión de los jesuitas refugiados: una de las razones de la solicitud era la previsión de las calamidades y desastres que al Ecuador se le preparaban, con la visita de huéspedes tan poco pacíficos.Otros historiadores sostienen que contrajo la fiebre Amarilla. Cuatro años después de su muerte es publicada una traducción que hizo de la obra Grandeza y Decadencia de los Romanos de Montesquieu.